# Långtjärnen (Bodums socken, Ångermanland, 710745-150807)
Långtjärnen är en sjö i Strömsunds kommun i Ångermanland och ingår i Ångermanälvens huvudavrinningsområde. Sjön har en area på 0,0788 kvadratkilometer och ligger 294,2 meter över havet. Sjön avvattnas av vattendraget Skirsjöån.

## Delavrinningsområde
Långtjärnen ingår i det delavrinningsområde (710922-150770) som SMHI kallar för Inloppet i Brocksjön. Medelhöjden är 305 meter över havet och ytan är 5,05 kvadratkilometer. Det finns inga avrinningsområden uppströms utan avrinningsområdet är högsta punkten. Skirsjöån som avvattnar avrinningsområdet har biflödesordning 3, vilket innebär att vattnet flödar genom totalt 3 vattendrag innan det når havet efter 208 kilometer. Avrinningsområdet består mestadels av skog (88 procent). Avrinningsområdet har 0,51 kvadratkilometer vattenytor vilket ger det en sjöprocent på 10 procent.